# Mucrosomia bipartita
Mucrosomia bipartita is een springstaartensoort uit de familie van de Isotomidae. De wetenschappelijke naam van de soort is voor het eerst geldig gepubliceerd in 1996 door Rusek.